# Sankt Pölten
Sankt Pölten  (in austro-bavarese St. Pötn) è la capitale dello Stato federato austriaco della Bassa Austria. Con 52.145 abitanti (2014) è la prima città del Land.

## Storia
La parte più vecchia della città, sulla riva sinistra del fiume Traisen, venne fondata dai Romani tra il II secolo e il IV secolo col nome di Aelium Cetium. Nel 799 alla città fu dato il nome di Treisma. Sankt Pölten deriva dal nome romano Hippolytus. La città romana era nominata Sankt Hippolyt, poi Sankt Polyt e infine Sankt Pölten, allorché divenne città nel 1050 (ma ufficialmente nel 1159).
Nel Medioevo, e fino al 1785, St. Pölten fu parte della diocesi di Passavia. Un monastero benedettino vi fu fondato nel 771, passato poi ai canonici regolari nell'XI secolo, e la cittadina fu feudo del principato ecclesiastico dei vescovi di Passau fino al 1494 per poi far parte dei domini asburgici. Nel 1722 vi fu costruito il famoso Duomo di Sankt Pölten, come chiesa della locale abbazia (fino al 1784) e poi sede della nuova diocesi dal 1785. 
Il 10 luglio del 1986 la città divenne capoluogo della Bassa Austria. Il Parlamento fu stabilito qui nel 1997.

## Monumenti e luoghi d'interesse
- Il Duomo dell'Assunta, in stile barocco, è il maggiore monumento della città. Venne costruito su edifici precedenti a partire dal 1150 e poi rifatto in stile barocco fra il 1721 e il 1750. All'interno si conservano nella volta gli affreschi di Bartolomeo Altomonte.
- Il Municipio di St. Pölten è un grande edificio composito cinquecentesco poi unificato nel XVIII secolo con la realizzazione della facciata barocca. Lo domina l'alta torre ottagonale, e si affaccia sulla piazza centrale della città, la Rathausplatz, Piazza del Municipio. Sulla torre è installato un "Carillon" o "Glockenspiel" di 48 campane, fuso nel 2022 dalla fonderia di campane Grassmayr di Innsbruck (A).
- La Colonna della Trinità sorge sulla centrale Rathausplatz, è un fastoso monumento barocco eretto nel 1782 da Gruber
- La Chiesa dei Francescani chiude il lato settentrionale della Rathausplatz, e venne costruita in stile barocco fra il 1757 e il 1768.
- La Chiesa delle Carmelitane, sorge a destra del Municipio, e presenta un'imponente facciata concava barocca. Venne eretta da Prandtauer nel 1712.

- L'Istituto delle Dame Inglesi è un grande edificio eretto nel XVIII secolo in stile rococò. Presenta una bella facciata a stucchi di color bianco e rosa e al suo interno vi è la Cappella della Vergine con affreschi di Troger e Bartolomeo Altomonte. Vi si conserva una "Madonna" del 1516 dipinta da Lucas Cranach il Vecchio.

## Geografia fisica

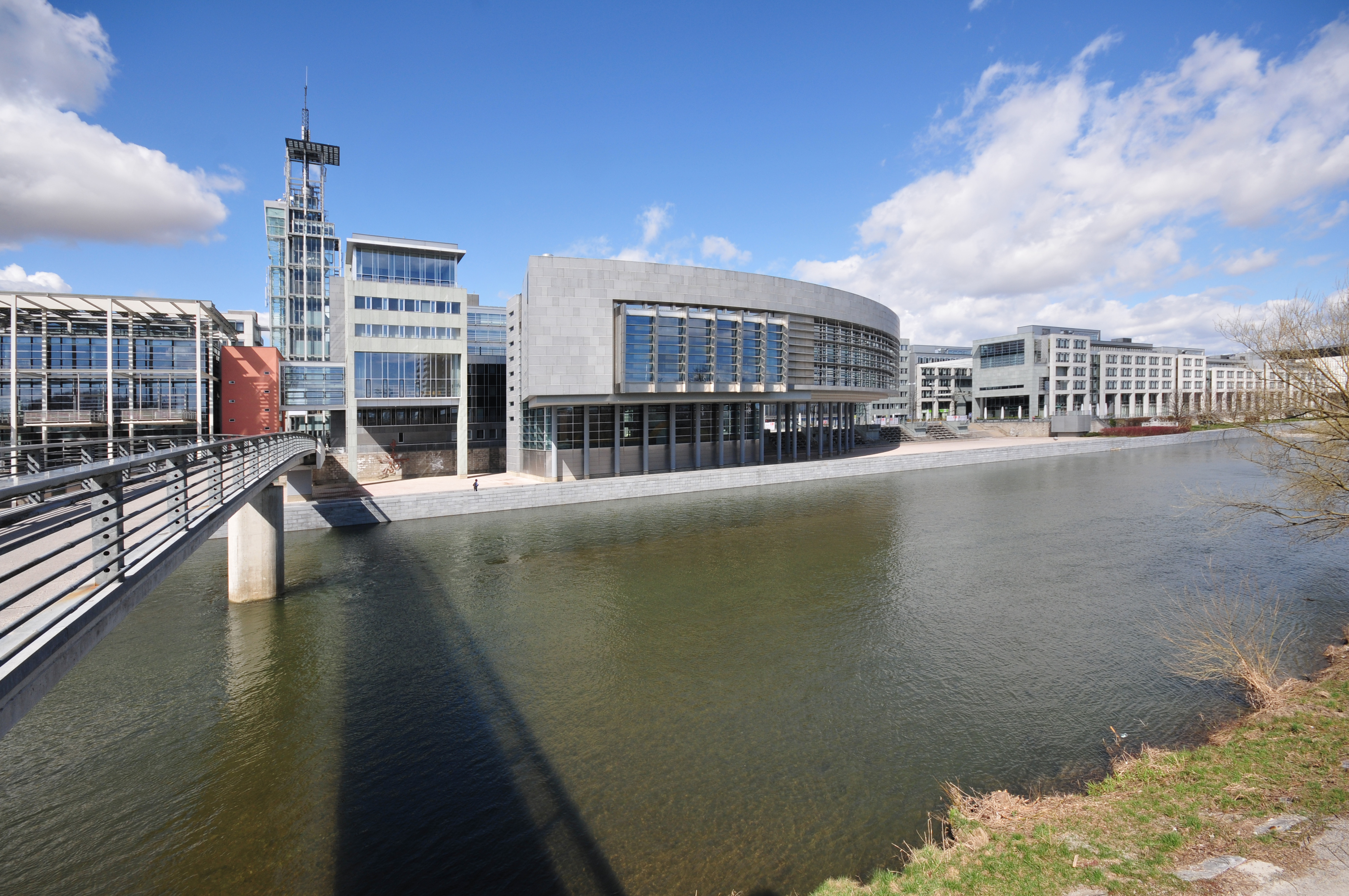
Landhaus

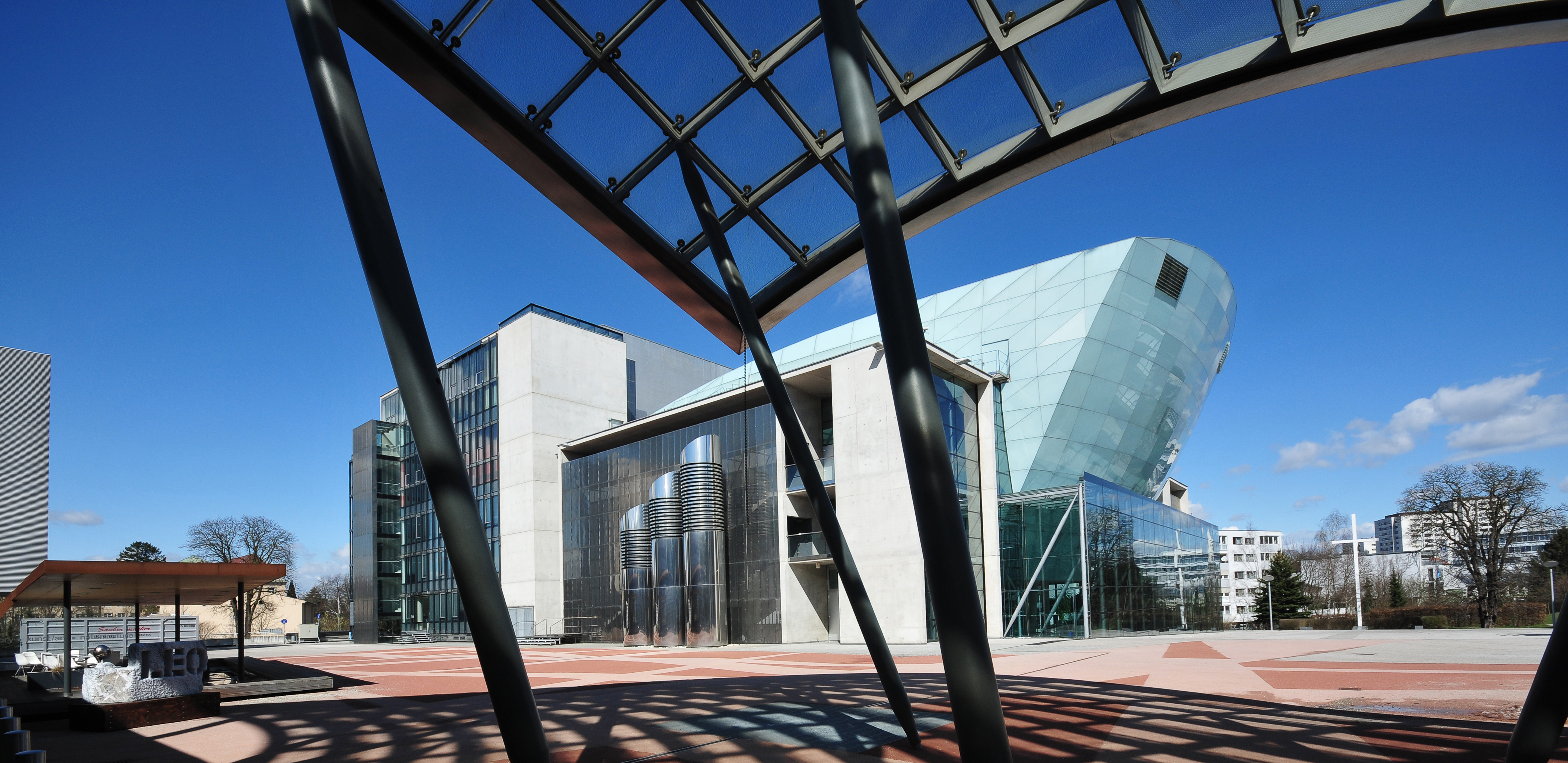
Festspielhaus

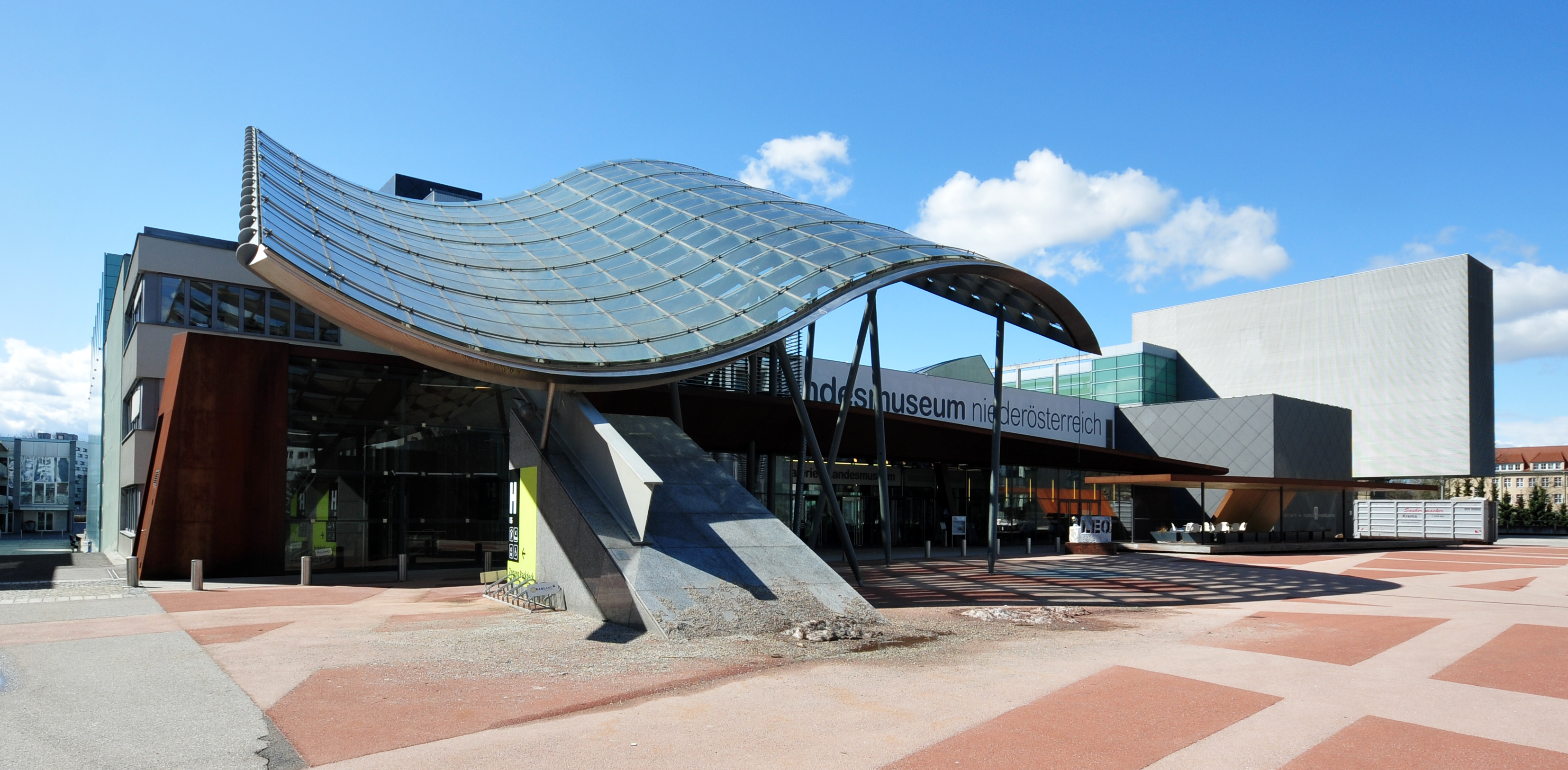
Landesmuseum

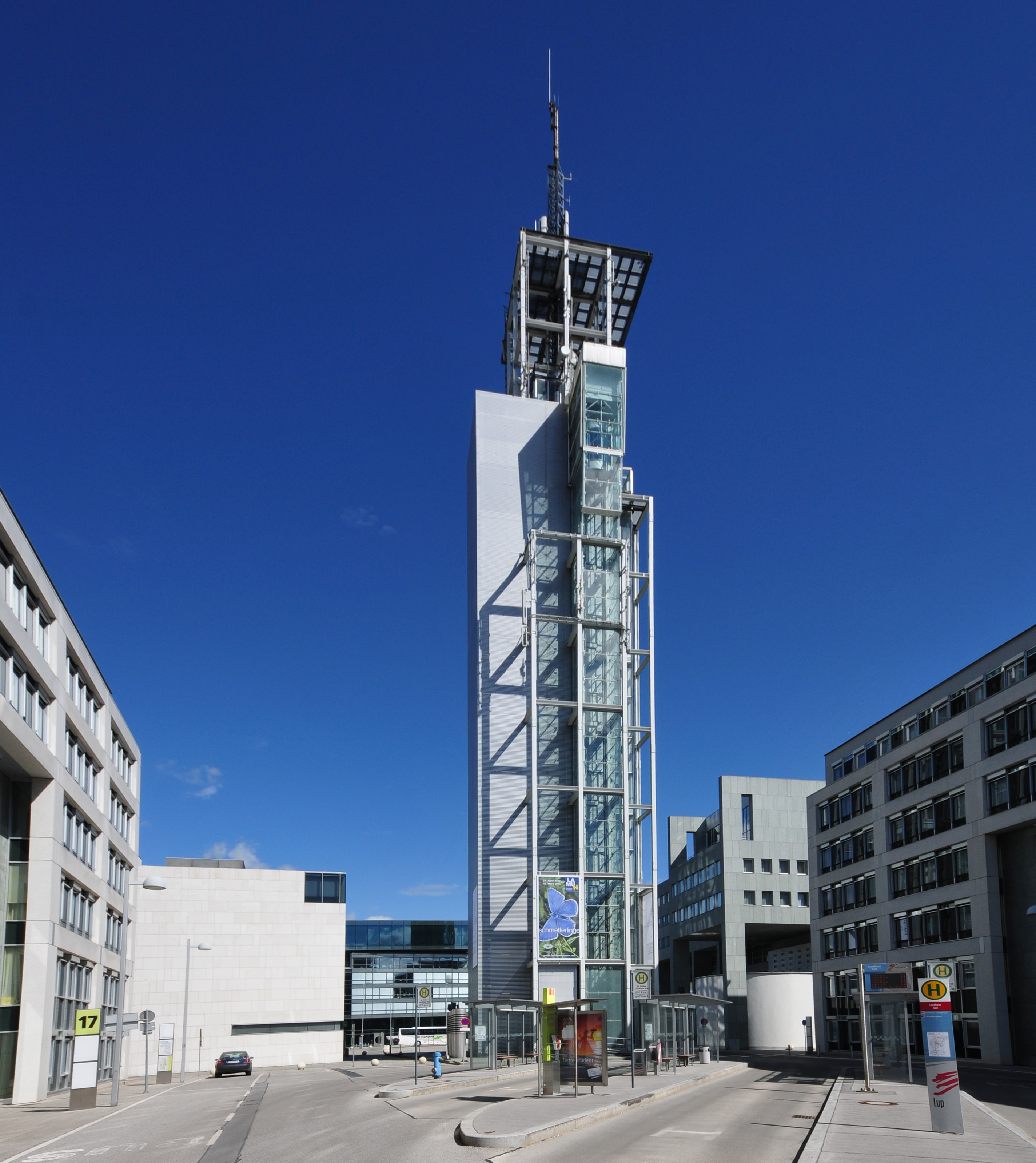
Klangturm

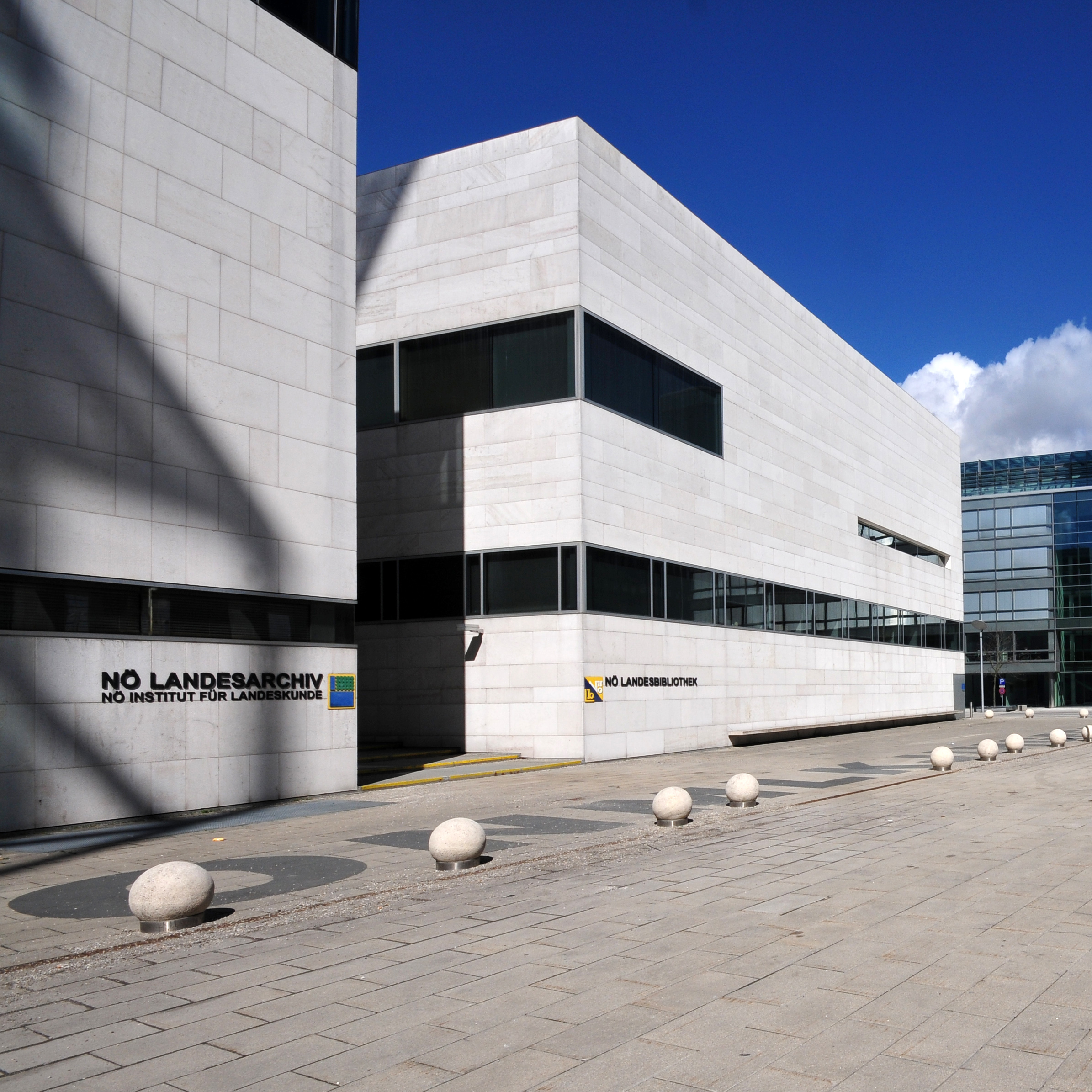
Landesbibliothek

La città è situata a nord delle Alpi ed a sud della valle del Wachau. Fa parte del Mostviertel, la regione sudoccidentale della Bassa Austria.

## Geografia antropica

### Suddivisioni amministrative
St. Pölten è divisa nei seguenti distretti: Altmannsdorf, Dörfl bei Ochsenburg, Eggendorf, Ganzendorf, Hafing, Harland, Hart, Kreisberg, Matzersdorf, Mühlgang, Nadelbach, Oberradlberg, Oberwagram, Oberzwischenbrunn, Ochsenburg, Pengersdorf, Pottenbrunn, Pummersdorf, Ragelsdorf, Ratzersdorf an der Traisen, Schwadorf, Spratzern, St. Georgen am Steinfelde, St. Pölten, Stattersdorf, Steinfeld, Teufelhof, Unterradlberg, Unterwagram, Unterzwischenbrunn, Viehofen, Völtendorf, Waitzendorf, Wasserburg, Weitern, Wetzersdorf, Windpassing, Witzendorf, Wolfenberg, Wörth e Zwerndorf.

## Cultura

### Teatri
- Teatro di Stato della Bassa Austria
- Bühne im Hof
- Fest Spiel Haus St. Pölten

### Musei
- Museo della Diocesi di St. Pölten
- Museo im Hof
- Museo di Stato della Bassa Austria
- Museo di arte moderna
- Museo delle decorazioni di Wilhelmsburger e degli utensili
- Museo cittadino di St. Pölten

### Altro
- Il Parlamento della Bassa Austria
- La torre di Klangturm
- Teatro-Cinema Paradiso
- Sinagoga di Former
- Stadtsäle, sala degli eventi pubblici
- Capella Incognita, assemblea della musica
- VAZ (Veranstaltungszentrum), centro di eventi pubblici
- Drunter e Drüber, il bar più famoso della città
- Orchestra di Tonkünstler

### Manifestazioni
- Tennis ATP
- Film am Dom, proiezione di un film alla cattedrale
- Festival della città
- Festa dei film e della cultura
- Festival del Parlamento
- St. Pölten Klangweile
- St. Pölten Höfefest

## Politica

### Senato
Il Senato di St. Pölten è composto da 11 membri:
- SPÖ: Martin Fuhs, Mag. Renate Gamsjäger, Engineer Franz Gunacker, Robert Laimer, Wolfgang Nowak, Mag. Johann Rankl, Mag. Ingrid Heihs
- ÖVP: Alfred Neuhauser, Josef Fraberger
- Grüne: Silvia Buschenreiter
- FSP: Hermann Nonner

### Sindaco
Dal 9 luglio del 2004 il nuovo Sindaco di St. Pölten è Matthias Stadler (SPÖ). Il vicesindaco è invece Harald Ludwig (SPÖ); l'altro vicesindaco è l'ingegner Matthias Adl (ÖVP).

## Economia
Il 15 maggio del 2001, 40.041 persone lavoravano in 2.711 compagnie nella città. 23 di queste compagnie hanno sede a St. Pölten. Le più importanti compagnie aventi sede nella città di St. Pölten sono Leiner, Salzer e Voith.

## Amministrazione

### Gemellaggi
- Altoona
- Brno[2]
- Clichy
- Heidenheim an der Brenz
- Kurashiki
- Wuhan
- Aksaray